# Lester Lashley
Lester Hilmar Lashley (* 23. August 1935; † 13. April 2025) war ein US-amerikanischer Jazzmusiker (Posaune, Kontrabass, auch Flöte und Cello), der sich in späteren Jahren als Bildender Künstler betätigte.

## Leben und Wirken
Lester Lashley studierte an der American Academy of Art in Chicago und an der Schule des Art Institute of Chicago. Er war Mitglied der Association for the Advancement of Creative Musicians. Lashley spielte zeitlebens Posaune und Bass; mit der AACM trat er weltweit auf. Aufnahmen entstanden mit Roscoe Mitchell (Sounds 1966), Joseph Jarman (As If It Were the Seasons , 1968), Muhal Richard Abrams (Young at Heart / Wise in Time, 1970) und George Freeman (Birth Sign, 1972).
Lashley war später Filmemacher und bildender Künstler. Er schuf zahlreiche Serigrafien, Siebdrucke und Mixed-Media-Werke, von denen sich einige in Privatsammlungen und im Art Institute of Chicago befinden und in bedeutenden Museen wie dem Museum of Contemporary Art in Detroit und dem Smart Museum of Art in Chicago ausgestellt wurden. Sein kreatives Schaffen würdigt nach Ansicht der AACM die Schönheit des Schwarzseins in Amerika; mit seiner Arbeit wollte er neue Wege für Afroamerikaner ermöglichen, um eine Verbindung zu ihren afrikanischen Wurzeln zu finden.